# قلعة سيجا
قلعة سجيا هي قلعة تقع في جنوب مدينة العين بإمارة أبوظبي، الإمارات. وقد تم بناء القلعة بالطوب اللبن المغطى بالجص واستخدمت جذوع النخيل كعوارض لحمل وتدعيم الأسقف. وهي عبارة عن بناء مربع الشكل، يوجد بها مدخل رئيس يقع بالواجهة الشمالية للقلعة، وتحيط بها أسوار تحمي الجهة الشمالية والجنوبية والشرقية، بينما تشكل الغرف الثلاث الواقعة بالجانب الغربي سوراً على الجهة الغربية. كما تضم القلعة ساحة كبيرة يوجد في وسطها درج طيني يصل إلى السطح الذي يحيط به سور بارتفاع متر. تعود قلعة سجيا إلى قبيلة آل بو شامس و تحيط بها أراضي زراعية، ويمكن الوصول إليها عبر طريق مُعَبَّد.